# Брак (Немачка)
Брак (њем. Braak) општина је у њемачкој савезној држави Шлезвиг-Холштајн. Једно је од 55 општинских средишта округа Штормарн. Према процјени из 2010. у општини је живјело 783 становника. Посједује регионалну шифру (AGS) 1062011.

## Географски и демографски подаци
Брак се налази у савезној држави Шлезвиг-Холштајн у округу Штормарн. Општина се налази на надморској висини од 58 метара. Површина општине износи 7,5 km². У самом мјесту је, према процјени из 2010. године, живјело 783 становника. Просјечна густина становништва износи 104 становника/km².